# ACF Brescia Femminile
ACF Brescia Femminile är en italiensk fotbollsklubb grundad år 1985 från Capriolo nära Brescia.

## Uefa Women's Champions League
Klubben är en av Italiens främsta och har deltagit i Uefa Women's Champions League. Säsongen 2014/2015 slogs man dock ut i sextondelsfinalen mot Lyon med sammanlagt hela 0-14.
Säsongen 2015/2016 tog laget sig till kvartsfinal efter att ha besegrat Liverpool i sextondelsfinalen och danska Fortuna Hjörring i åttondelsfinalen. Det blev förlust i kvartsfinalen mot Wolfsburg med sammanlagt 0-6.
Säsongen 2016/2017 tog sig laget till åttondelsfinal efter att ha besegrat polska Medyk Konin i sextondelsfinalen. Där blev dock Fortuna Hjörring för svåra och Brescia slogs ut med siffrorna 1-4. Klubbens bästa målskytt, med två fullträffar, blev den landslagsmeriterade italienskan Daniela Sabatino.